# Anemija srpastih stanica
Anemija srpastih stanica jest krvni poremećaj karakteriziran crvenim krvnim stanicama koji poprimaju neprirodan, krut oblik nalik srpu. Crvene krvne stanice pritom gube fleksibilnost, što rezultira njihovom ograničenom pokretljivošću kroz krvne žile, uskraćujući pritom tkiva kisikom. Bolest je kronična i doživotna: bolesnici se u pravilu dobro osjećaju, no njihovi su životi obilježeni povremenim bolnim napadima i rizicima koji nose razne komplikacije. Očekivani životni vijek se pritom smanjuje, te iznosi 42 ili 48 godina za muškarce i žene.

## Epidemiologija
Anemija srpastih stanica javlja se češće u ljudi iz dijelova Subsaharske Afrike, gdje je malarija bila ili i dalje jest česta, no također se javlja među ljudima drugog etnološkog podrijetla. To je iz tog razloga što su osobe s jednim ili dva alela za ovu bolest otporni na malariju jer srpaste crvene krvne stanice nisu pogodne za parazite - u područjima gdje je malarija česta, postoji vrijednost opstanka onih koji nose gene za anemiju srpastih stanica.